# Matteo Jorgenson
Matteo Jorgenson, född 1 juli 1999 i Walnut Creek, är en amerikansk professionell landsvägscyklist.

## Karriär
Jorgenson har cyklat professionellt sedan 2018. Bland hans meriter kan nämnas totalsegern i Paris–Nice år 2024, totalsegern i Tour of Oman 2023 och Dwars door Vlaanderen år 2024.